# Voilà
Voilà (Concato live) è il primo album dal vivo di Fabio Concato, pubblicato nel 2003 dall'etichetta Mercury.
L'album contiene sedici brani, di cui quattordici di repertorio, l'inedito che dà il titolo all'album e una cover di Chico Buarque De Hollanda, Tutto il sentimento (Todo o sentimento). Sono presenti duetti con Anna Oxa, nel brano In trattoria, e con Samuele Bersani in Gigi. Ospiti musicali sono invece Stefano Di Battista al sassofono e Lucio Dalla al clarinetto.

## Tracce
Voilà (inedito)
Giulia (con Stefano Di Battista)
In trattoria (con Anna Oxa)
Sexy tango
Speriamo che piova
Domenica bestiale
Naturalmente (con Stefano Di Battista)
Tutto il sentimento (Todo o sentimento)
Buonanotte a te
Fiore di maggio
051/222525 (con Lucio Dalla)
Troppo vento
Guido piano
Gigi (con Samuele Bersani)
Ti ricordo ancora
Rosalina

## Classifiche
| Classifica | Posizione massima |
| ---------- | ----------------- |
| Italia     | 31                |